# Violoncello
Il violoncello è uno strumento musicale del gruppo dei cordofoni a corde sfregate (ad arco), appartenente alla famiglia degli archi; è dotato di quattro corde, accordate ad intervalli di quinta giusta. Presenta dei tagli ad "effe" sulla tavola armonica (o piano armonico).
La sottofamiglia dei "violini" si differenzia così dalla sottofamiglia delle "viole" che comprende invece la viola da gamba e altri strumenti antichi con tagli a "C", accordati per quarte e terze, con corde in numero variabile da tre, a sei-sette o più. Si suona da seduti tenendo lo strumento tra le gambe, poggiato su un puntale presente nella parte inferiore dello strumento. L'esecutore conduce l'arco trasversalmente sulle corde.
Il violoncello moderno possiede quattro corde accordate ad intervalli di quinta giusta: la corda del La (cantino), del Re, del Sol e del Do. La corda del La emette un suono una terza minore più in basso del Do centrale e la corda del Do è due ottave più basse del Do centrale. L'accordatura dello strumento è dunque un'ottava sotto a quella della viola.
Il violoncello è strettamente associato alla musica classica, è parte dell'orchestra d'archi e dell'orchestra sinfonica, del quartetto d'archi e di molte altre formazioni di musica da camera. Molti sono i concerti e le sonate scritte per violoncello. Viene usato in minor misura anche nella musica leggera, nel rock e nell'heavy metal.

## Storia del violoncello

### Origini

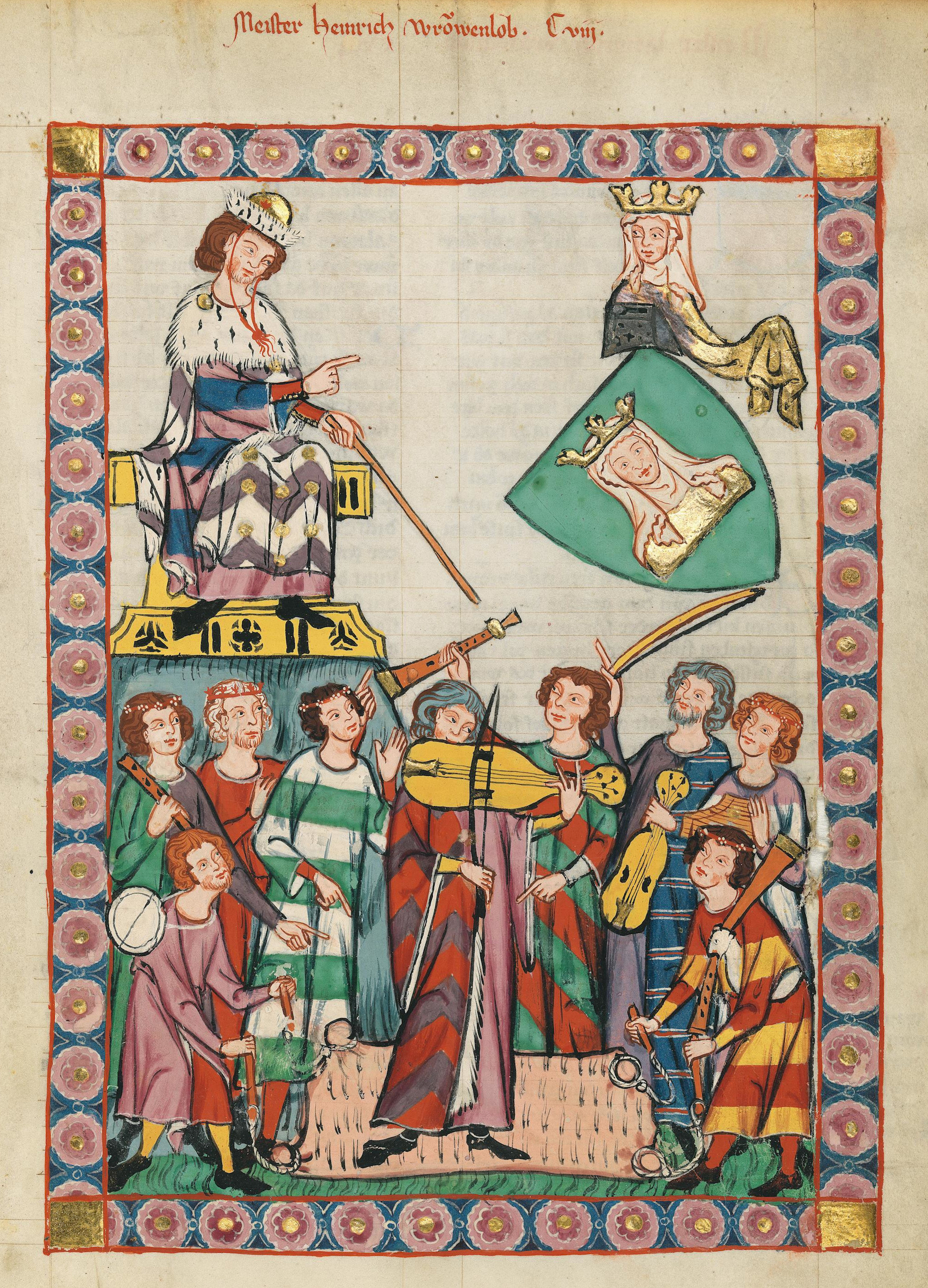
Codice Manesse (1305-1340), dove al centro appare una viella

La storia degli strumenti ad arco in Europa comincia con la lira bizantina, strumento in uso già nel IX secolo, antenato della viella medievale. Essa subì un'evoluzione in Europa occidentale; nel Rinascimento esistevano due strumenti differenziatisi da questi: la lira da braccio e la lira da gamba.

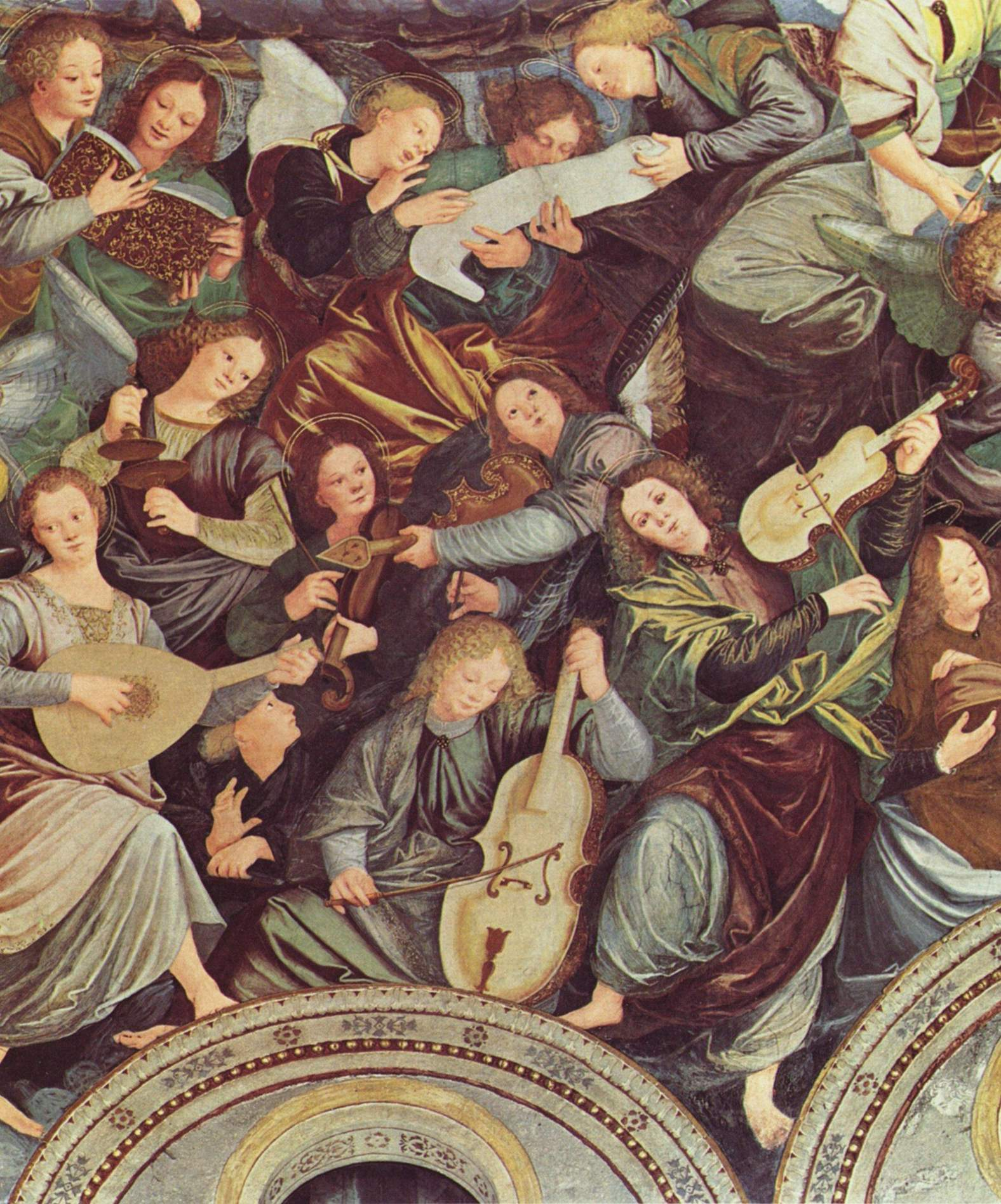
Concerto degli Angeli, affresco, 1534-36; Santuario della Madonna dei Miracoli, Saronno

I precursori del violoncello apparirono nella seconda metà del XVII secolo non come discendenti della viola da gamba, da cui però ben presto mutuarono la tecnica di suonare seduti, ma come discendente della famiglia delle viole da braccio, i violini.
Prima della viola da gamba, che apparve in Italia attorno al 1490, in Italia nessuno strumento ad arco veniva suonato in una posizione a gamba cioè veniva suonato da seduti, come oggi vengono suonati il violoncello o la viola da gamba, differentemente dal violino, che si appoggia sulla spalla. Ben presto, i liutai sperimentarono la creazione di strumenti ibridi fra la famiglia delle viole da gamba e quella delle viole da braccio, e attorno alla metà del XVI secolo, alcuni liutai italiani, Andrea Amati (1538) e Gasparo da Salò, iniziarono a sviluppare un tipo di strumento che fosse più simile alle viole da braccio e ai violini nell'aspetto, nella tessitura e nel numero di corde e che svolgesse la parte del basso nella famiglia di questi strumenti. In quell'epoca compaiono numerose rappresentazioni pittoriche di questo tipo di strumenti, che rassomigliano per dimensioni al violoncello, come nel Concerto degli Angeli di Gaudenzio Ferrari (c. 1535).

Questi vari strumenti, antenati del violoncello, erano diversi fra loro per forma, dimensioni, numero di corde e tessitura; fino al XVII secolo il modello del violoncello non esisteva. Convenzionalmente queste varie forme di strumenti ad arco che anticiparono il violoncello prendono genericamente il nome di basso di viola da braccio, talvolta basso di viola da brazzo o, più semplicemente, basso di viola, per il fatto che essi costituiscono l'insieme degli strumenti che potevano svolgere la parte del basso nella famiglia delle viole da braccio. Questo insieme di strumenti assume or ora vari nomi nel XVII secolo: bassetto, bassetto di viola, basso da brazzo, basso viola da brazzo, viola, viola da braccio, viola da brazzo, violetta, violoncino, violone basso, violone da brazzo, violone piccolo, violonzino, violonzono, vivola da brazzo. Si pensa inoltre che in Italia, fino al XVIII secolo, col termine violone, ci si riferisse a questo strumento.

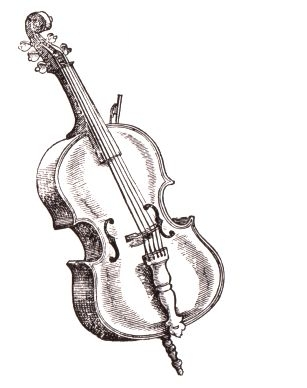
Una xilografia di un basso di viola da braccio ("Bas-Geig de bracio") dal libro di Michael Praetorius Syntagma musicum, 1619. Lo strumento raffigurato è inusuale poiché ha cinque corde.

 Differentemente dal violoncello o dalla viola da gamba, era uso che questo strumento venisse suonato mentre era appoggiato a terra e non tenuto fra le gambe o con un puntale. La prima apparizione del basso di viola da braccio nella trattatistica pervenutaci è nel trattato Epitome Musical (1556) di Jambe de Fer, mentre fa la sua prima comparsa nella musica stampata nell'Orfeo di Claudio Monteverdi (Venezia, 1609) col nome basso da brazzo.
Questo primo strumento ad apparire nella trattatistica stampata col nome di "violoncello" è il violoncello da spalla, un basso di viola da braccio più piccolo rispetto agli altri che si suonava appoggiato sulla spalla, così molto diverso dal moderno violoncello. Numerosi dipinti suggeriscono che fosse comune suonare questi bassi sulla spalla.

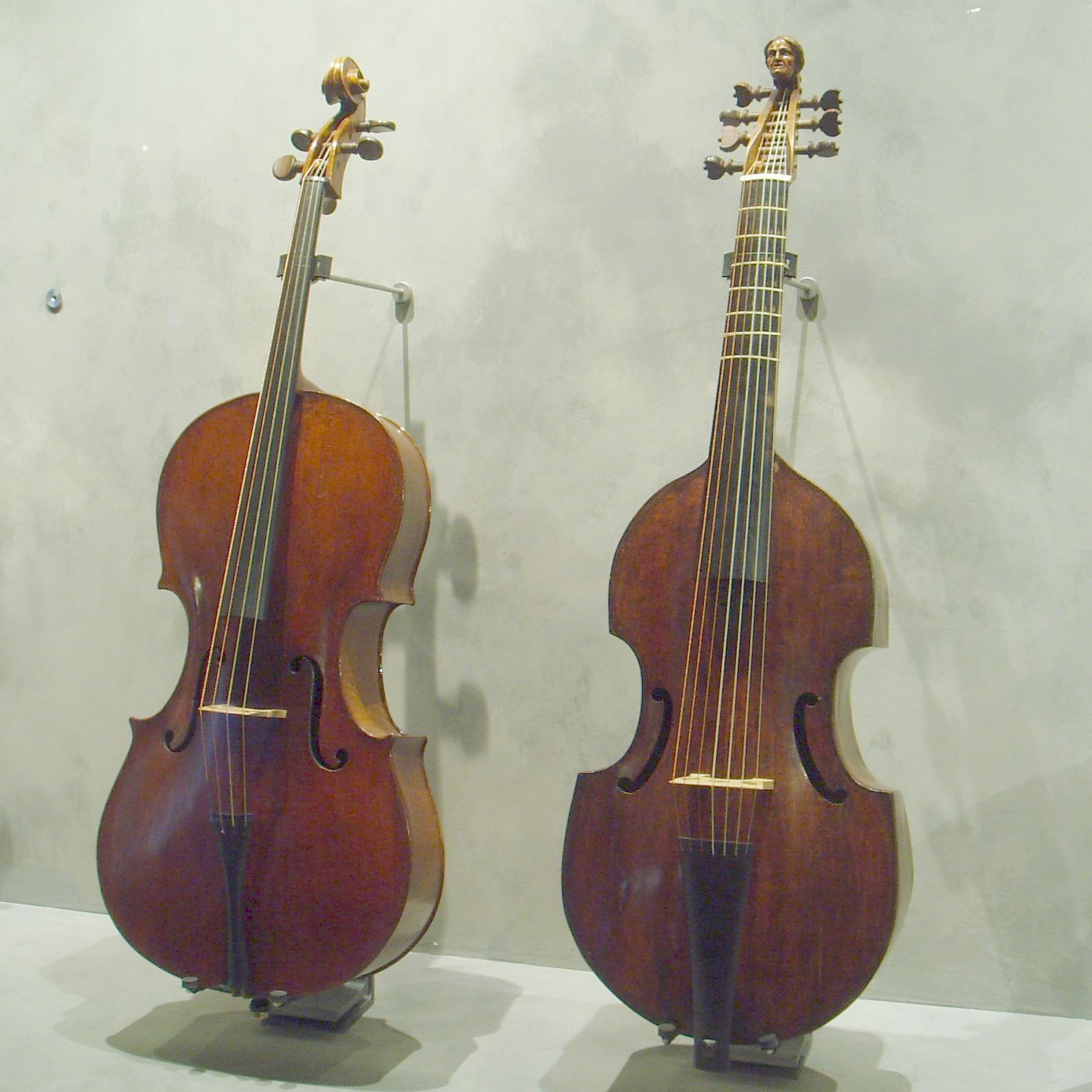
A sinistra, un violoncello moderno e a destra una viola da gamba, del Musée de la Musique, a Parigi.

Le innovazioni nella costruzione del basso di viola da braccio che confluirono nel moderno violoncello avvennero nell'Italia settentrionale a fine XVII secolo nell'area attorno a Bologna. Lo strumento si rimpicciolì ed adottò definitivamente l'accordatura La3-Re3-Sol2-Do2, che già Michael Praetorius nel Syntagma musicum (c. 1619) la indicasse come accordatura convenzionale dei bassi di viola da braccio. Attorno al 1660 a Bologna comparve l'uso di ricoprire la corda di budello con un sottilissimo avvolgimento di filo d'argento, così fu possibile adottare corde più corte e sottili, che emettevano un suono migliore rispetto a quelle in puro budello fino ad allora utilizzate.
Questa innovazione permise di creare uno strumento di minori dimensioni rispetto al basso di viola da braccio che però potesse emettere comunque suoni gravi, la minore dimensione dello strumento avrebbe così reso lo strumento più gestibile per l'esecutore, soprattutto nell'esecuzione di passaggi virtuosistici; i liutai sfruttarono questa tecnologia per creare così il violoncello. Questo strumento aveva anche degli svantaggi: il suo suono era meno adatto all'accompagnamento, meno corposo e grave dei suoi predecessori, così in molte situazioni si rivela necessario raddoppiarlo con un contrabbasso. Questo nuovo strumento trovò l'ultima definizione negli strumenti realizzati dal liutaio Antonio Stradivari attorno al 1700. Molti bassi di viola furono letteralmente diminuiti in dimensioni per trasformarli in violoncelli, anche se lo stesso Stradivari creò alcuni strumenti di dimensioni maggiori dei canoni moderni, come lo Stradivari Servais; le dimensioni infatti si standardizzarono solo attorno al 1750. La diminuzione di dimensioni suggerì appunto l'origine etimologica del nome: violoncello, una forma ipocoristica del termine violone, significando "piccolo violone".
La prima apparizione del violoncello nella musica stampata è una sonata del bolognese Giulio Cesare Arresti stampata a Venezia nel 1665.
Uno dei liutai di violoncello più famosi dei suoi tempi, i suoi strumenti sono ricercati per il loro suono da musei, collezionisti e privati, è Domenico Montagnana (Lendinara, 24 giugno 1686 – Venezia, 6 marzo 1750).
Questa prima forma del violoncello assume il nome di violoncello barocco e differisce per alcune caratteristiche dal violoncello moderno ed è tuttora molto usato in esecuzioni ispirate alla prassi esecutiva storica. Il manico, di forma differente, presenta una minore angolazione rispetto alla cassa armonica - il riversamento - che si adatta ai diversi tensionamenti di questo strumento, derivanti anche dalla costituzione delle corde di budello. Circa dal XIX-XX secolo, i violoncelli moderni adottano un puntale in metallo retraibile per appoggiare a terra lo strumento, mentre quelli barocchi vengono invece sostenuti dalle gambe dell'esecutore.

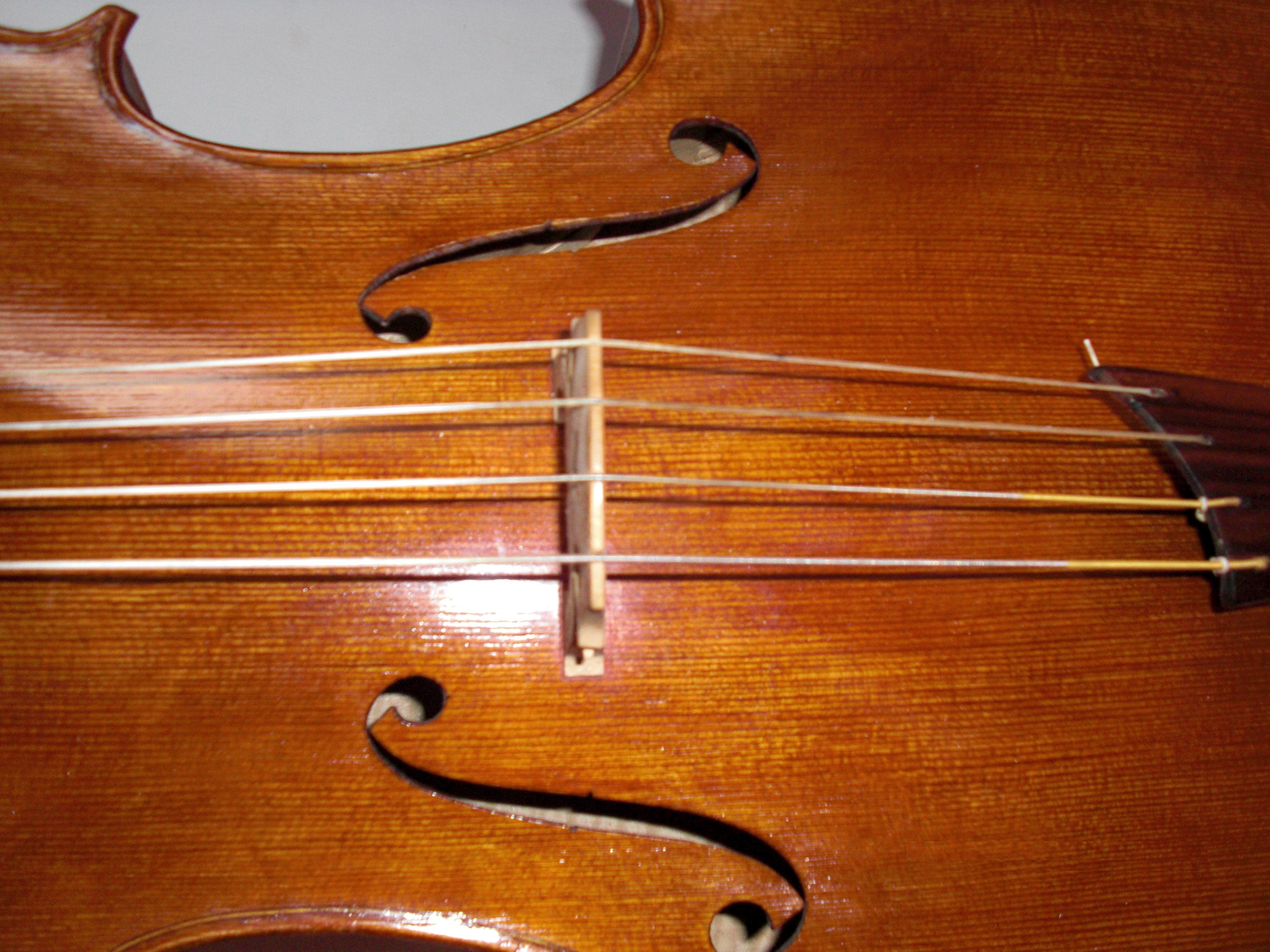
Corde in budello di un violoncello barocco.

Le corde del violoncello classico moderno sono oggi in metallo, o con un'anima di materiale sintetico; quelle del violoncello barocco sono realizzate in budello (nei violoncelli barocchi costruiti oggi, il Sol e il Do, a volte sono rivestite in metallo). Gli archetti classici sono leggermente ricurvi verso l'interno e vengono impugnati all'apposita parte terminale, mentre quelli barocchi presentano una curvatura verso l'esterno e vengono impugnati leggermente più in avanti. I violoncelli moderni classici montano spesso cordiere dotate di tiracantini per facilitarne l'accordatura, mentre quelli barocchi vengono accordati esclusivamente attraverso i piroli.
Non esisteva alcun metodo didattico specifico per il violoncello prima del XVIII secolo; il primo metodo per violoncello conosciuto è quello di Michel Corrette (Méthode, théorique et pratique pour apprendre en peu de temps le violoncelle dans sa perfection, Parigi, 1741) che codifica gran parte della tecnica unanimemente utilizzata nei secoli successivi, in particolare promuovendo definitivamente la posizione a gamba a scapito di quella a braccio.

### XVIII secolo

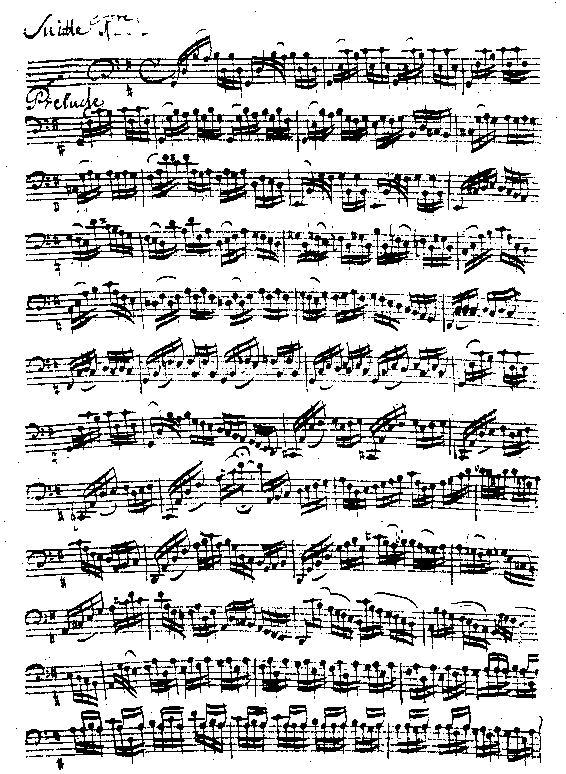
La prima pagina del manoscritto di Anna Magdalena Bach della Suite per violoncello solo n°1 in sol maggiore, BWV 1007

Nel XVIII secolo compositori come Johann Sebastian Bach, Francesco Geminiani, Giovanni Battista Sammartini, Giuseppe Valentini, Antonio Vivaldi, Benedetto Marcello lo usarono frequentemente in molte composizioni anche come strumento solista, benché fosse consuetudine che il violoncello suonasse parti di accompagnamento e le parti più melodiche nello stesso registro venivano affidate a strumenti della famiglia della viola da gamba, tuttavia ricerche più recenti hanno chiarito che in particolare in Italia la prassi di eseguire al violoncello la parte di basso continuo delle sonate non richiedeva la contemporanea presenza di uno strumento armonico, e quindi al violoncello spettava il ruolo di dialogo con la parte solistica. Tra i compositori che maggiormente contribuirono a sviluppare la letteratura per violoncello solista, va certamente citato Giovanni Battista Cirri, Domenico Gabrielli, Johann Sebastian Bach.
In questo periodo si fa uso anche di altri tipi di violoncello come il violoncello piccolo (o violoncello tenore o violoncino), strumento usato nel XVII secolo che presentava una corda Mi all'acuto.

### XIX secolo
Nel XIX secolo, si svilupparono diverse scuole di violoncellisti già attive nel XVIII secolo e i violoncellisti del XIX secolo evolvettero la tecnica dello strumento aumentando l'espressività dello strumento - come Jean-Baptiste Bréval, Jean-Louis Duport, Bernhard Romberg, Friedrich Dotzauer, Alfredo Piatti. Per opera delle scuole francesi e tedesche in questo periodo vengono introdotte due innovazioni allo strumento: si introduce il puntale, inizialmente osteggiato, trova per principale sostenitore Adrien-François Servais, e il Romberg, che prende il nome dall'omonimo strumentista, una rettificazione della tastiera in prossimità della terza e della quarta corda per aumentarne l'inclinazione in determinati punti per permettere alla corda di vibrare meglio. A Romberg si deve anche l'uniformazione della notazione per il violoncello stabilendo la convenzione dell'uso di sole tre chiavi: la chiave di basso, la chiave di tenore e la chiave di violino. Prima di lui, era comune utilizzare tutto il setticlavio per il violoncello - per esempio, Luigi Boccherini usava sei chiavi diverse nelle sue composizioni per violoncello, mentre Johann Sebastian Bach utilizzava anche la chiave di contralto oltre alle tre di Romberg.
Nel periodo neoclassico ne fecero uso, tra gli altri, Franz Joseph Haydn e Ludwig van Beethoven. Dal romanticismo ai nostri giorni vanno menzionati Robert Schumann, Edward Elgar, Gabriel Fauré, Camille Saint-Saëns, Claude Debussy, Zoltán Kodály, Benjamin Britten, Antonín Dvořák, Dmitrij Dmitrievič Šostakovič, ecc.
In questo periodo, il violoncello divenne membro costitutivo nel quartetto d'archi, che lo promosse fra i più importanti e conosciuti strumenti musicali.

### XX secolo

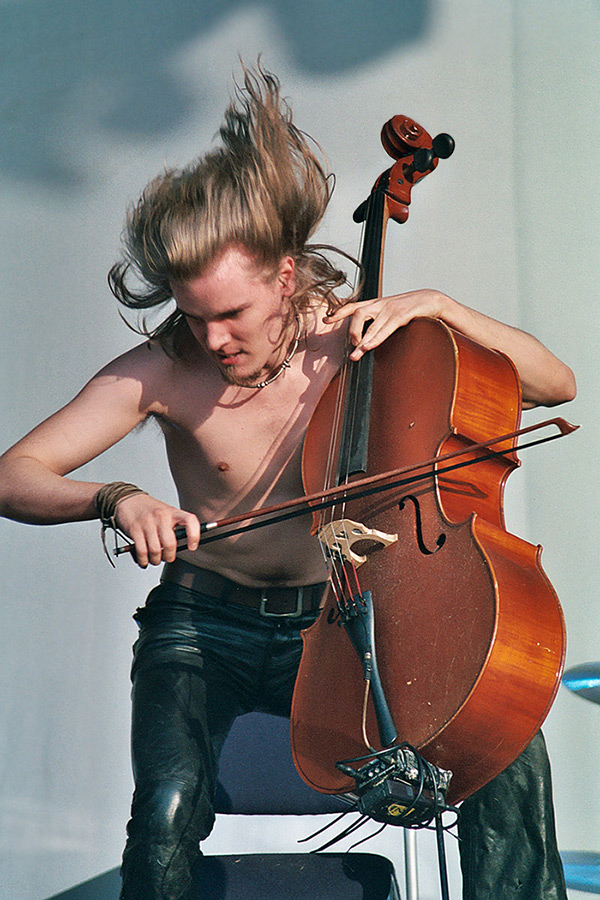
Perttu Kivilaakso di Apocalyptica suona metal dal vivo col violoncello.

A metà del XX secolo i violoncelli iniziarono ad essere prodotti su larga scala. Al giorno d'oggi la maggior parte degli strumenti reperibili sul mercato è di fabbricazione industriale. In Italia, nei laboratori di liuteria, essi vengono ancora prodotti in modo del tutto artigianale. Il violoncello è, per diffusione e notorietà, il secondo strumento della famiglia degli archi, preceduto solo dal violino.
A partire circa dagli anni novanta il violoncello inizia ad essere utilizzato estensivamente anche per la musica pop, rock e heavy metal, col gruppo finlandese Apocalyptica.

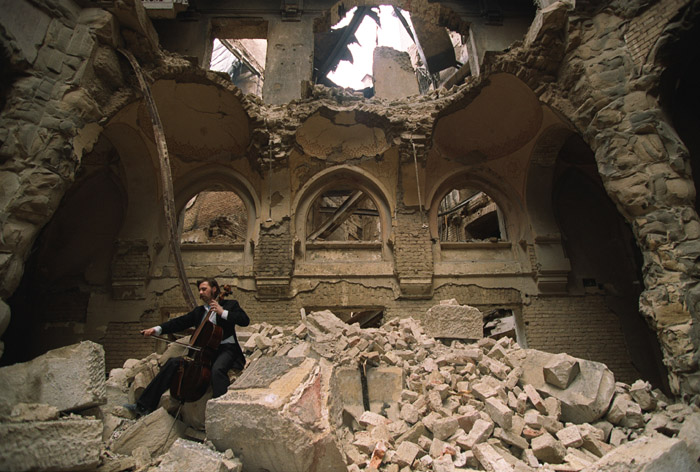
Il violoncellista Vedran Smailović suona nelle rovine della Biblioteca Nazionale di Sarajevo, nel 1992.

## Tecnica di esecuzione

Le prime posizioni del violoncello in relazione con le note musicali che suonano sulla prima corda (La_{3})

### Arco
L'arco viene fatto scorrere sulle corde, le dita della mano sinistra possono agire sulla tastiera premendo sulle corde per diminuirne la lunghezza, modificando così la frequenza del suono ottenuto. Come gli altri strumenti ad arco, anche il violoncello può essere pizzicato, sollevando le corde con l'ultima falange e rilasciandole. Ha il suono più grave tra gli strumenti del quartetto d'archi e produce un suono molto ricco di armonici.

### Mano sinistra

Diagramma della diteggiatura della prima posizione nel violoncello. In nero le corde vuote, mentre i numeri indicano le dita; la notazione utilizzata è quella alfabetica anglofona.

Ogni punto della tastiera in cui la mano sinistra si imposta per modificare il suono è detto posizione. Le dita sono numerate convenzionalmente dal primo (indice) al quarto (mignolo). Il pollice, nelle posizioni basse, è usato solo per ancorare la mano al manico, tenere la posizione e bilanciare la pressione delle altre quattro dita, senza perciò contrastarla (non preme). Le dita sono tenute a martelletto e premono sulla corda con la punta del polpastrello.
La diteggiatura indica il dito da usare con le cifre da 1 a 4: oltre che nelle opere didattiche, dov'è d'ausilio alla lettura delle note per gli studenti meno esperti, la diteggiatura compare negli studi tecnici più avanzati e ogniqualvolta si voglia indicare la posizione da occupare: ad esempio un do centrale sormontato dalla cifra 2 è suonato normalmente in I corda, prima posizione, secondo dito; dalla cifra 1 in I corda, seconda posizione, primo dito, dalla cifra 4 in II corda, quarta posizione, quarto dito. In caso di ambiguità si usa specificare anche la corda da porre in vibrazione, con i numeri romani da I a IV. L'attivazione di una corda vuota è indicata dalla cifra 0 (nessun dito modifica il suono).
Nelle posizioni di base, le prime quattro, e in «mezza posizione», le dita sono posizionate per suonare le note della scala cromatica, cioè la distanza fra un dito e il successivo corrisponde all'intervallo di semitono. Per avere un'idea dell'estensione coperta dalla mano sinistra, si consideri che è possibile suonare le prime cinque suites bachiane nelle sole prime cinque posizioni; fa eccezione la sesta suite che, scritta per violoncello piccolo, impiega un registro più acuto.
La tecnica delle posizioni più basse del manico prevede anche la possibilità di estendere lo spazio tra il primo e il secondo dito abbracciando l'intervallo di un tono; si parla in tal caso di posizioni di mano larga. Raramente, quando risulti utile per semplificare l'esecuzione, è invece il quarto dito ad allungarsi in avanti fino a coprire il medesimo intervallo dal terzo (allargamento d'eccezione).
Nelle posizioni dalla quinta alla settima, poiché avvicinandosi al manico la distanza fisica tra gli intervalli acustici diminuisce, è possibile suonare note distanti anche un tono o più con due dita consecutive. Tanto ciò è vero che, esclusa la quinta posizione a quattro dita che in alcuni metodi coincide con la «quarta avanzata» (in I corda: fa-sol♭-sol-la♭ = fa-fa♯-sol-sol♯), dalla quinta posizione in avanti l'uso del quarto dito è eccezionale: di regola il terzo ne prende il posto, sostituito dal secondo che si alterna su due diversi tasti. Così, nella stessa quinta posizione in I corda, si avranno fa-sol-la o fa-sol♭-la suonati rispettivamente da primo, secondo e terzo dito.
Esaurite le posizioni comunemente numerate, quelle più acute prevedono l'entrata del pollice, poggiato perpendicolarmente su due corde, a fungere da capotasto. L'espediente permette di suonare sulla porzione di tastiera più vicina al ponticello. Nelle partiture il pollice capotasto è indicato dal simbolo , talvolta somigliante a uno 0 unito a un trattino verticale sottostante. Il pollice capotasto può comunque arretrare nelle posizioni del manico, se l'esecuzione con tale tecnica risulta vantaggiosa; nelle posizioni più alte può invece essere utile aumentare la distanza tra pollice e primo dito, coprendo così ampi intervalli sulla stessa corda. L'invenzione del pollice capotasto è più tarda rispetto al resto della tecnica: appare per la prima volta solo con la nascita della trattatistica tecnica per violoncello, nel primo metodo di Michel Corrette, Méthode, théorique et pratique pour apprendre en peu de temps le violoncelle dans sa perfection (Parigi 1741); troverà tuttavia ampio uso solo a partire dal XIX secolo.
In generale, le dita che non suonano sono mantenute in posizione; quelle sulle note più gravi restano premute sulla corda. Così, se si esegue un do in I corda, prima posizione, con il secondo dito, il primo resterà premuto sul si, il terzo e il quarto si troveranno sollevati rispettivamente all'altezza del do♯ e del re. Talvolta però è il giro dell'arco sulle corde a produrre lo sviluppo della linea melodica; in tal caso le dita si trovano già in posizione su corde diverse, fino in alcuni casi a coprirle tutte. Ciò è essenziale negli arpeggi eseguiti dall'arco, specialmente in velocità: le dita allora, come in una chitarra, raggiungono le note che compongono il relativo accordo, mentre l'arco pone in vibrazione le diverse corde. Il violoncello è strumento essenzialmente monodico, ma in alcuni casi suona più note alla volta: quando ciò avviene si realizza tipicamente un bicordo, mentre i veri e propri accordi di tre o più note sono spezzati o arpeggiati. Quando è necessario produrre un intervallo di quinta giusta, anche in bicordo, si ricorre spesso alla tecnica del barré, che consiste nel premere un dito perpendicolarmente su due o più corde.
I passaggi di posizione si ottengono di solito strisciando sulla corda (rilasciata) con il dito di partenza e articolando il dito d'arrivo nella nuova posizione. Questa regola è però invertita quando il passaggio si realizza dalla nota più grave alla più acuta e dal dito più «alto» al più «basso»: ad esempio, in I corda, per passare dal do in prima posizione (secondo dito) al mi in quarta (primo dito) si rilascia prima il secondo dito e si striscia poi con il primo dal si al mi; nel passaggio opposto invece è il dito di partenza (secondo) a strisciare dal mi al si e quello d'arrivo (primo) ad articolare la nota do. Nel passaggio il dito scorre sulla corda già rilasciata, in modo il più possibile rapido, così da non produrre alcun portamento che non sia voluto dal compositore.
Nel vibrato è in genere attivo un solo dito per volta (le altre restano sollevate), il quale, piegato avanti e indietro in solido con tutto l'avambraccio fino al gomito, produce una minima e più o meno rapida variazione in acuto e grave dell'altezza del suono (distorsione).

## Impiego dello strumento

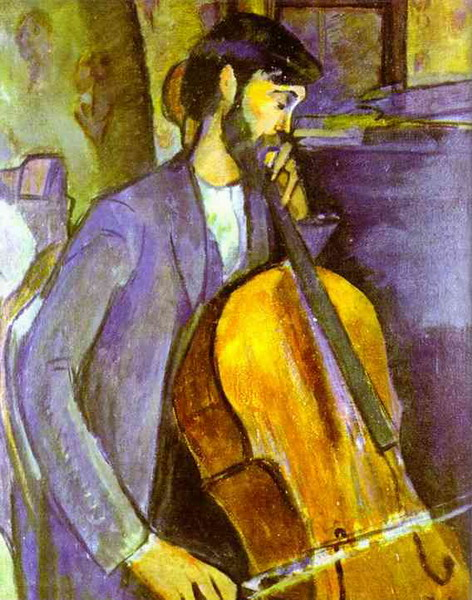
Amedeo Modigliani, Il violoncellista, 1920

### Orchestra sinfonica
I violoncelli fanno parte della orchestra sinfonica convenzionale, generalmente in un numero compreso fra gli otto e i dodici elementi. La sezione dei violoncelli, nella disposizione moderna dell'orchestra, si trova sulla destra del direttore d'orchestra opposta alla sezione dei primi violini, con la sezione degli archi che vede da sinistra a destra rispettivamente i primi violini, i secondi violini, le viole e i violoncelli, come nelle principali esecuzioni di Karajan e Stokowsky, oppure li si trova accanto ai primi violini con la sezione degli archi da sinistra a destra che vede rispettivamente i primi violini, i violoncelli, le viole e i secondi violini, come nelle esecuzioni di Toscanini (disposizione detta "alla tedesca"). Il primo violoncello o spalla dei violoncelli è l'omologo del primo violino nella sua sezione, è la guida della sezione che determina le arcate in accordo con le altre sezioni degli archi e esegue i soli; questo strumentista nell'orchestra siede in prima fila fra i violoncelli, è il più vicino al pubblico.
I violoncelli costituiscono una parte fondamentale nella musica per orchestra, tutta la musica sinfonica contiene parti per violoncelli e molte composizioni contengono degli assoli per questo strumento e, soprattutto dal XX secolo, il genere del concerto per violoncello ha assunto sempre più rilevanza. In buona parte, però, i violoncelli contribuiscono a sostenere l'armonia del suono dell'orchestra. Sovente, nelle parti dei violoncelli sono alternate parti in cui i violoncelli suonano la melodia a parti di accompagnamento, eseguendo la melodia portante del brano e ritornando alla parte armonica.

### Solista
Il violoncello è spesso usato come strumento solista. Esistono diversi concerti per violoncello e orchestra, tra cui i più conosciuti sono: Haydn in Do Maggiore e Re Maggiore; Boccherini in Sib Maggiore, Re Maggiore e Sol Maggiore; Saint-Saens in La min.; Dvořák in Si min.; Schumann in La min.; Shostakovich in Mib magg. e Sol Magg. Numerosi anche i brani composti per violoncello solo, tra cui: J.S. Bach, Sei suites; Hindemith, Op 25, No. 3; Kodály, Op. 8; Britten, 3 Suites, Op. 72, 80, 87. Vasto è anche il repertorio per violoncello e pianoforte.

### Quartetti e Complessi
Il violoncello fa parte del quartetto d'archi (solitamente con viola, primo e secondo violino) ed è impiegato in tutte le altre formazioni cameristiche di strumenti ad arco e con altri strumenti, in particolare insieme al pianoforte (duo, trio, quintetto, eccetera).

### Musica leggera e rock
Sebbene il violoncello non sia comunemente utilizzato nella musica popolare, lo si può trovare impiegato anche in diverse interpretazioni di musica pop e rock. 
Tra i rari gruppi che ne fanno uso, i gruppi italiani Rondò Veneziano, i Pooh, Perturbazione, Marta Sui Tubi,  il complesso fadista portoghese dei Madredeus e gli statunitensi Nirvana, i Pink Floyd nella suite "Atom Heart Mother", David Gilmour nei concerti del 2002 raccolti nel DVD "David Gilmour in Concert" e nell'album "On an Island" dello stesso Gilmour (in entrambi accompagnato dalla nota violoncellista Caroline Dale, nota per le sue collaborazioni con vari musicisti rock tra cui Jimmy Page e Robert Plant nel tour del 1994 per promuovere l'album "No Quarter"), Oasis, Sinéad O'Connor. Gli Apocalyptica sono un gruppo di violoncellisti noti per le loro versioni di canzoni heavy metal il cui stile è ormai noto negli Stati Uniti come cello rock, mentre i Rasputina sono un gruppo, anch'esso statunitense, di stile piuttosto eclettico composto attualmente da due violoncelliste ed un batterista. Nelle versioni acustiche delle canzoni della band Evanescence cantate da Amy Lee è spesso presente il violoncello accompagnato da pianoforte e da chitarra folk. Apprezzato violoncellista brasiliano è Jaques Morelenbaum, noto al grande pubblico in particolare per le collaborazioni e le numerose esibizioni dal vivo con Caetano Veloso. Anche il gruppo progressive rock italiano La Leggenda dei New Trolls, spin-off della famosa omonima band, in una delle sue ultime produzioni concertistiche ha reso il violoncello protagonista del brano Seven Seasons all'interno della nuova versione dell'opera Concerto Grosso.

### Jazz
Il violoncello è utilizzato in maniera sporadica nel jazz; tuttavia, oltre ad alcuni contrabbassisti che vi si sono dedicati come secondo strumento (tra gli altri, Dave Holland e Oscar Pettiford), vi sono importanti musicisti che lo hanno adattato perfettamente al linguaggio del jazz e della musica improvvisata, tra i quali David Darling e Ernst Reijseger.

## Composizioni per violoncello

### Composizioni per violoncello solo

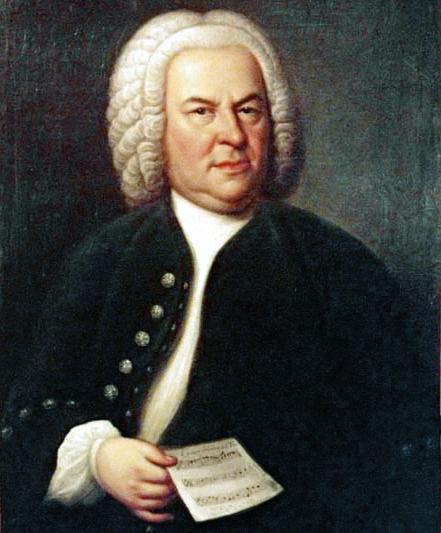
Johann Sebastian Bach

- Johann Sebastian Bach (1685-1750): Suites per violoncello solo:

Suite n. 1 in sol maggiore, BWV 1007
Suite n. 2 in re minore, BWV 1008
Suite n. 3 in do maggiore, BWV 1009
Suite n. 4 in mi bemolle maggiore, BWV 1010
Suite n. 5 in do minore, BWV 1011
Suite n. 6 in re maggiore, BWV 1012
- Jean Sibelius (1865-1957)

Tema e variazioni per violoncello solo in re minore (1887)
- Benjamin Britten (1913-1976)

Suite n. 1, in sol maggiore, op. 72
Suite n. 2, in re maggiore, op. 80
Suite n. 3, in do minore, op. 87
Tema "Sacher" (per Paul Sacher)
- Luigi Dallapiccola (1904-1975)

Ciaccona, intermezzo e adagio per violoncello solo
- Paul Hindemith (1895-1963)

Sonata per violoncello n. 3, op. 25
- Zoltán Kodály (1882-1967)

Sonata per violoncello solo op. 8
Capriccio
- Max Reger (1873-1916)

3 Suite per violoncello, op. 131c
- Gaspar Cassadó

Suite per Violoncello solo (1926 ca.)
- Iannis Xenakis (1922-2001)

Nomos Alpha per violoncello solo
Kottos per violoncello solo
- Sofia Gubaidulina (1931)

Dieci preludi per violoncello solo (1974)
- Aram Khachaturian (1903-1978)

Sonata-Fantasia
- John Cage (1912-1992)

Etudes Boréales (1978)
- György Ligeti (1923-2006)

Sonata per violoncello solo (1948–1953)
- Luciano Berio (1925-2003)

Les mots sont allés..., recitativo per violoncello solo (1978)
Sequenza VIb (1981)
Chanson pour Pierre Boulez (2000)
Sequenza XIV (2002)

### Sonate e altre composizioni per violoncello

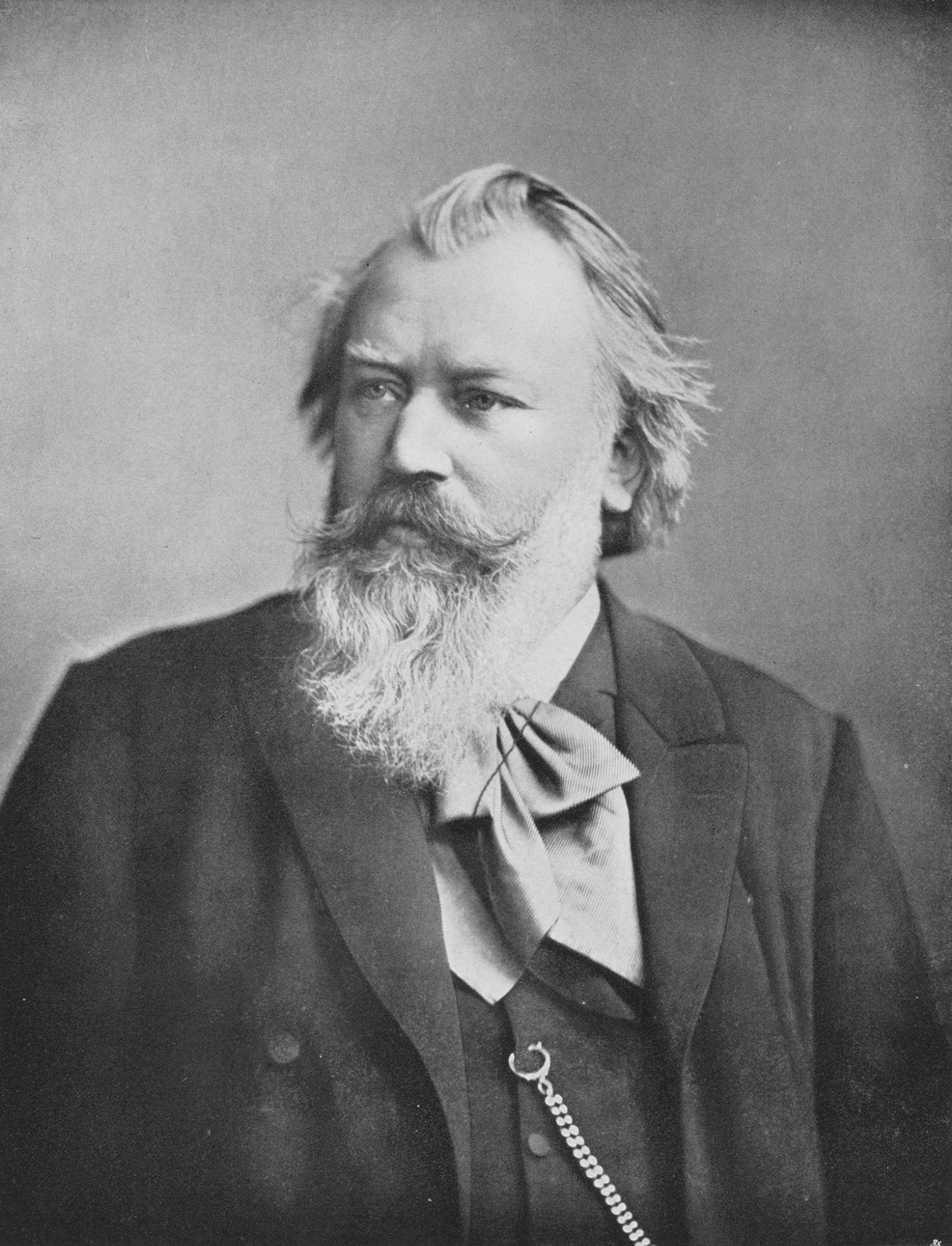
Johannes Brahms

- Ludwig van Beethoven (1770-1827)

Sonata in fa maggiore, op. 5 n. 1
Sonata in sol minore, op. 5 n. 2
Sonata in la maggiore, op. 69
Sonata in do maggiore, op. 102 n. 1
Sonata in re maggiore, op. 102 n. 2
12 Variazioni di «Ein Mädchen oder Weibchen» op. 66
12 Variazioni di «Judas Maccabée» WoO 45
7 Variazioni di «Bei Männern, welche Liebe fühlen» WoO 46
- Johannes Brahms (1833-1897)

Sonata in mi minore, op. 38
Sonata in fa maggiore, op. 99
- Fryderyk Chopin (1810-1849)

Sonata clavecínen sol minore, op. 65
- Francesco Cilea (1866-1950)

Sonata in re maggiore op. 38
- Claude Debussy (1862-1918)

Sonata in re minore
- Gabriel Fauré (1845-1924)

Sonata in re minore op. 109
Sonata in sol minore op.117
Elegia op. 24
- Édouard Lalo (1823-1892)

Allegro in mi bemolle maggiore, op. 16
Sonata in la minore
- Benedetto Marcello (1686-1739)

6 Sonate per violoncello e basso continuo
- Felix Mendelssohn (1807-1849)

Variazioni concertate, op. 17
Sonata n. 1, in si bemolle maggiore, op. 45
Sonata n. 2, in re maggiore, op. 58
Lied "ohne Worte", in re maggiore, op. 109
- Sergei Prokofiev (1891-1953)

Suite op. 21
Sonata in do maggiore, op. 119
Sonata in do sostenuto minore, op. 134
- Robert Schumann (1810-1856)

Fantasiestucke, op.73
5 Pezzi in stile popolare, op.102
Adagio e allegro, op.70
- Dmitri Shostakovich (1906-1975)

3 pezzi, op. 9
Sonata in re minore, op. 40
- Johann Sebald Triemer (v. 1700-1762)

6 sonate per violoncello e continuo
- Antonio Vivaldi (1678-1741)

9 Sonate per violoncello e basso continuo
- Astor Piazzolla (1921-1992)

Le Grand Tango per violoncello e pianoforte
- Italo Salizzato (1941)

Venice ballad per violoncello e pianoforte
- Kaija Saariaho (1988)

Petals per violoncello e live electronics

### Concerti per violoncello

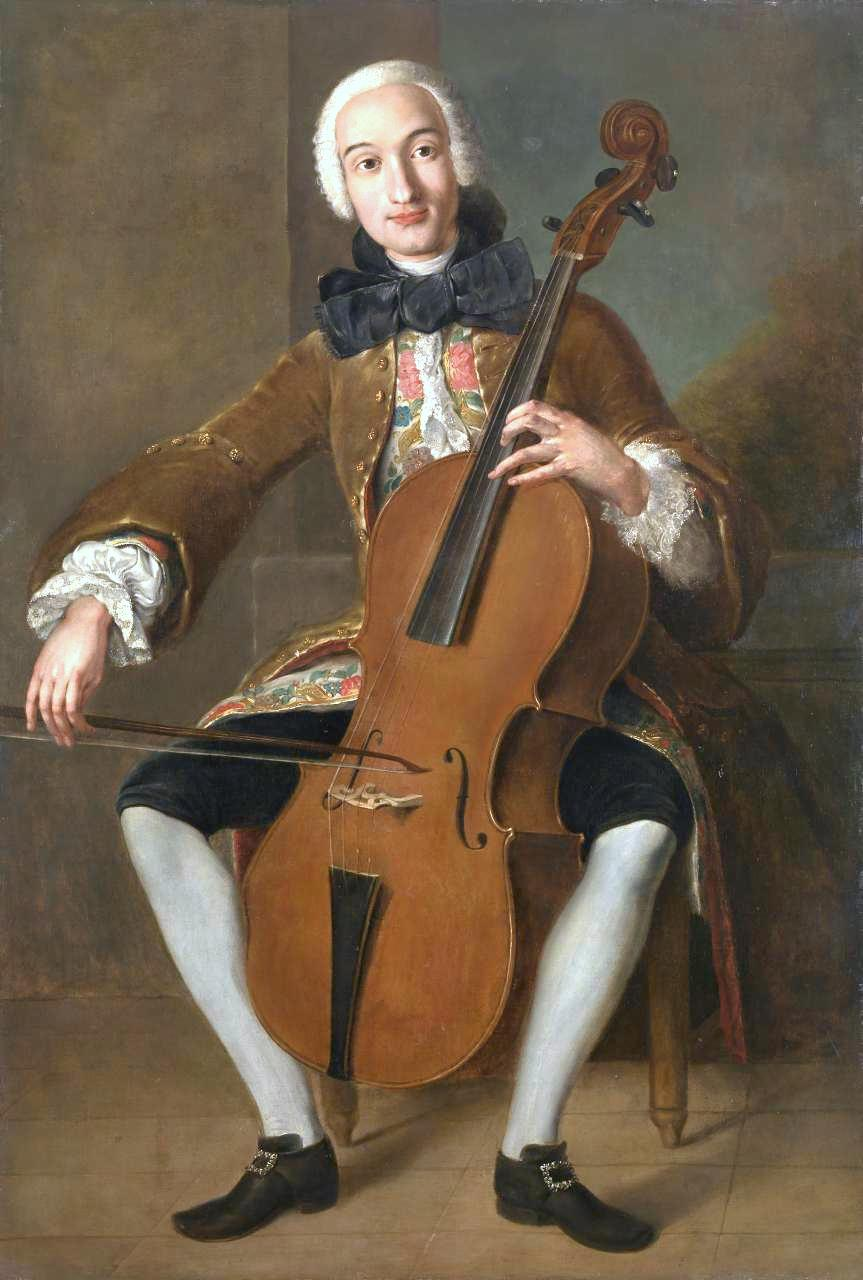
Luigi Boccherini

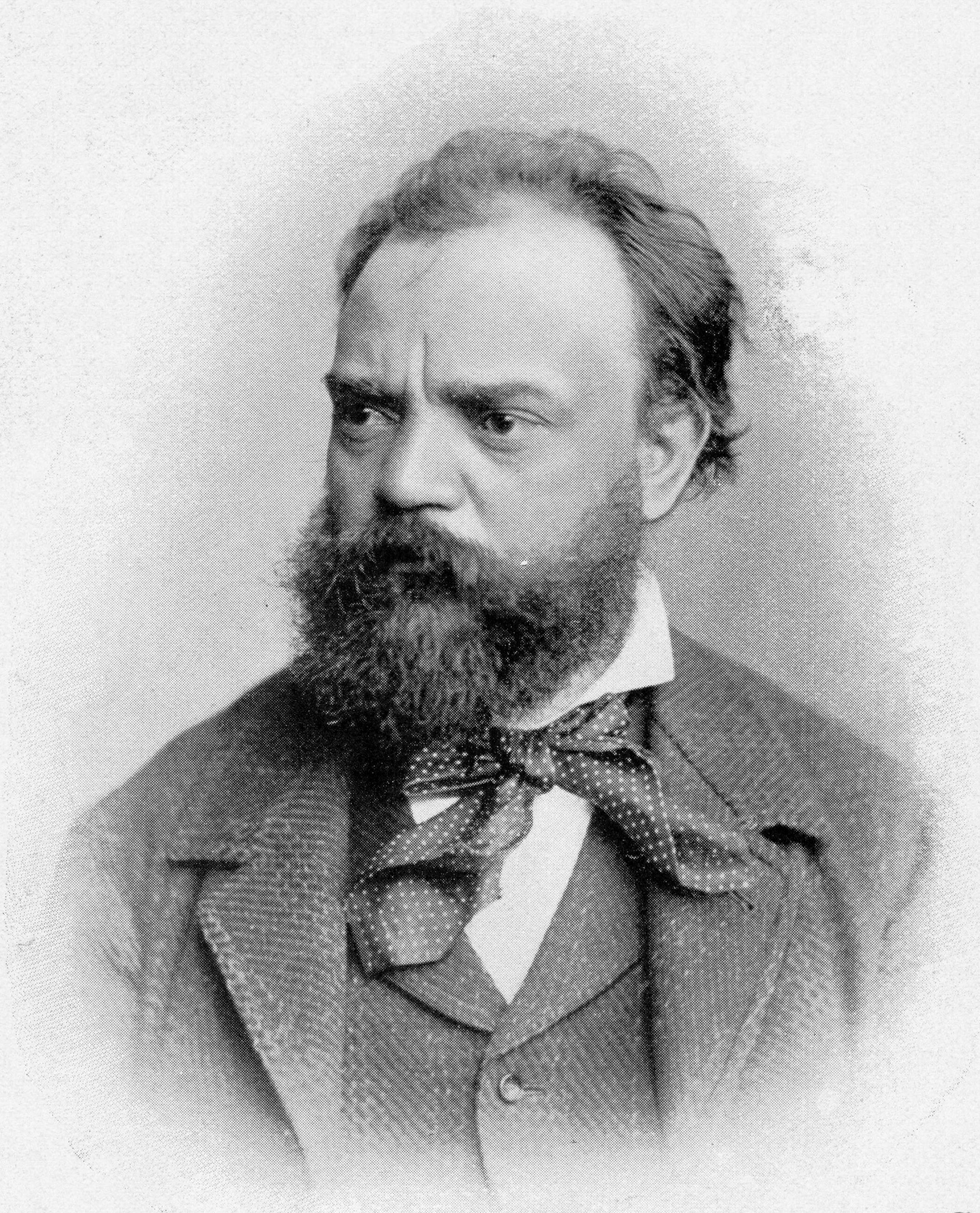
Antonín Dvořák

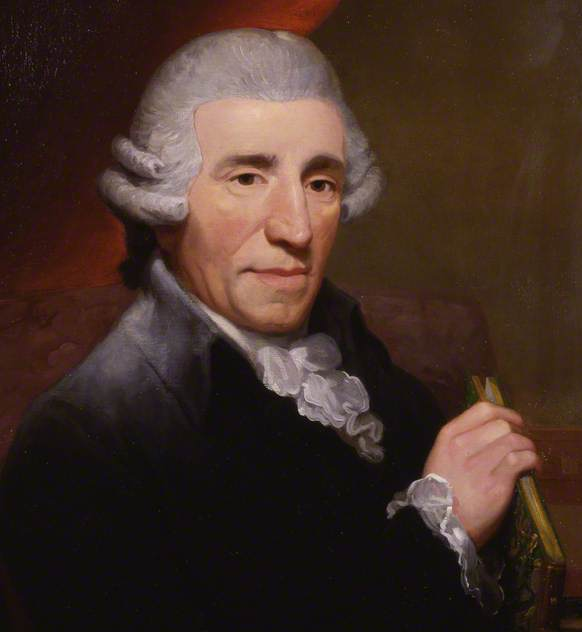
Haydn

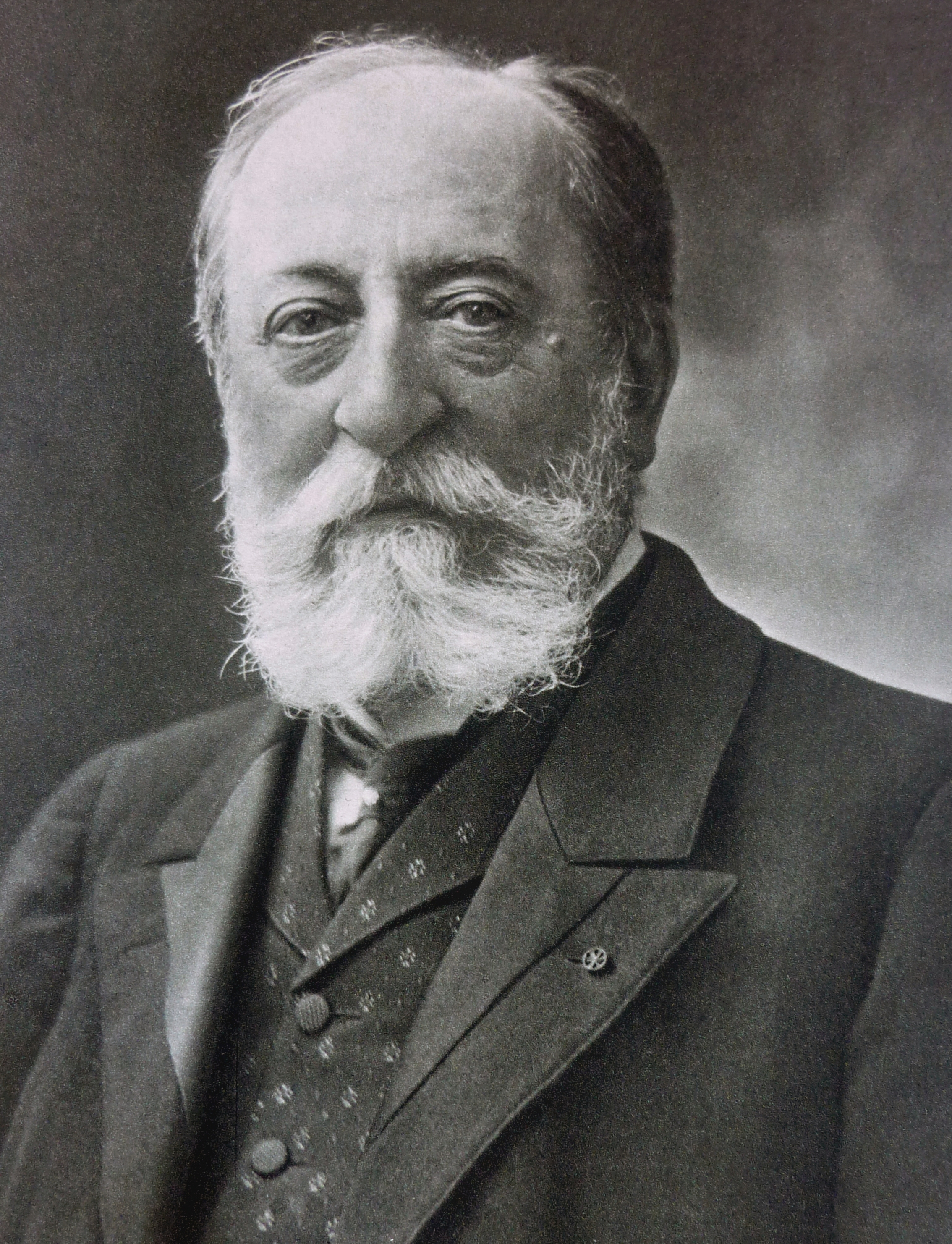
Saint-Saëns

- Carl Philipp Emanuel Bach (1714-1788)

Concerto per violoncello in la maggiore
Concerto per violoncello in la minore
Concerto per violoncello in si bemolle maggiore
- Samuel Barber (1910-1981)

Concerto per violoncello op. 22
- Luigi Boccherini (1743-1805) Luigi Boccherini

Concerto n. 1 in mi bemolle maggiore G. 474
Concerto n. 2 in la maggiore G. 475
Concerto n. 3 in re maggiore G. 476
Concerto n. 4 in do maggiore G. 477
Concerto n. 5 in re maggiore G. 478
Concerto n. 6 in re maggiore G. 479
Concerto n. 7 in sol maggiore G. 480
Concerto n. 8 in do maggiore G. 481
Concerto n. 9 in si bemolle maggiore G. 482
Concerto n. 10 in re maggiore G. 483
Concerto n. 11 in do maggiore G. 573
- Max Bruch (1838-1920)

Kol Nidrei, op.47, per violoncello e orchestra.
- Pëtr Il'ič Čajkovskij (1840-1893)

Variazioni su un tema rococò per violoncello e orchestra, op. 33
- Henri Dutilleux (1916)

Tout Un Monde Lointain
- Antonín Dvořák (1841-1904)

Concerto per violoncello e orchestra in La maggiore B.10
Concerto per violoncello e orchestra in Si minore op. 104(1895)
- Edward Elgar (1857-1934)

Concerto per violoncello e orchestra, in mi minore, op. 85.
- Franz Joseph Haydn (1732-1809)

Concerto n. 1 per violoncello e orchestra, in do maggiore, HOB VIIB.1
Concerto n. 2 per violoncello e orchestra, in re maggiore, HOB VIIIB.2 (1783)
Concerto n. 4 per violoncello e orchestra, in re maggiore.
- Dimitri Kabalevski (1904-1987)

Concerto n. 1, in sol minore, op. 49
Concerto n. 2, in do maggiore, op. 77
- Aram Khachaturian (1903-1978)

Concerto per violoncello in mi minore.
Concerto-rapsodia in re minore.
- Nikolaj Jakovlevič Mjaskovskij (1881-1950)

Concerto per violoncello in do minore op. 66 (1944)
- Anton Kraft (1752-1829)

Concerto per violoncello e orchestra in Do maggiore, op. 4
- Édouard Lalo (1823-1892)

Concerto per violoncello e orchestra, in re minore (1876)
- György Ligeti (1923-2006)

Concerto per violoncello e orchestra (1966)
- Witold Lutosławski (1913-1994)

Concerto per violoncello e orchestra (1968-1970)
- Franco Margola (1908-1992)

Concerto per violoncello e orchestra, op. 91 (1949)
- Jacques Offenbach (1819-1880)

Concerto Rondó
Concerto "Militare"
- Bernhard Romberg (1767-1841)

Concerto n. 1 in si bemolle maggiore, per violoncello ed orchestra op. 2
Grand Concerto n. 2 in re maggiore, per violoncello ed orchestra op. 3
Concerto n. 3 in sol maggiore, per violoncello ed orchestra op. 6
Concerto per violoncello n. 4 in mi minore op. 7
Variazioni in la minore per violoncello ed orchestra op. 13
Airs Russes per violoncello ed orchestra op. 14
Concerto n. 5 in fa diesis minore per violoncello ed orchestra op. 30
Concerto n. 6 in fa maggiore (Militaire) per violoncello ed orchestra op. 31
Elegie sur la mort d'un objet chéri per violoncello ed orchestra d'archi OP. 35
Concertino in mi minore per violoncello ed orchestra op. 41
Concerto n. 7 in do maggiore (Suisse) per violoncello ed orchestra op. 44
Concerto n. 8 in la maggiore (Brillant) per violoncello ed orchestra op. 48
Souvenir de Vienne, grosses rondo brillant, per violoncello e pianoforte (originariamente per violoncello e orchestra) OP.49
Concertino, per violoncello e pianoforte o orchestra in re minore op. 51
Grand Concerto n. 9 in si minore per violoncello ed orchestra op. 56
Concertino per violoncello ed orchestra op. 57
Concertino in la per due violoncelli e orchestra op. 72
Concerto n. 10 in mi maggiore (Brillant), per violoncello ed orchestra op.75
- Camille Saint-Saëns (1835-1921)

Concerto per violoncello e orchestra, n. 1 in la minore, op. 33 (1873)
Concerto per violoncello e orchestra, n. 2, in re minore, op. 55.
- Robert Schumann (1810-1856)

Concerto per violoncello e orchestra, in la minore, op. 129.
- Dmitrij Šostakovič (1906-1975)

Concerto per violoncello e orchestra, n. 1 in mi bemolle maggiore, op. 107
Concerto per violoncello e orchestra, n. 2
- Carl Stamitz (1745-1801)

Concerto per violoncello e orchestra, n. 1 in sol maggiore
Concerto per violoncello e orchestra, n. 2 in la maggiore
Concerto per violoncello e orchestra, n. 3 in do maggiore
- Antonio Vivaldi (1678-1741) Presunto ritratto di Antonio Lucio Vivaldi, Bologna

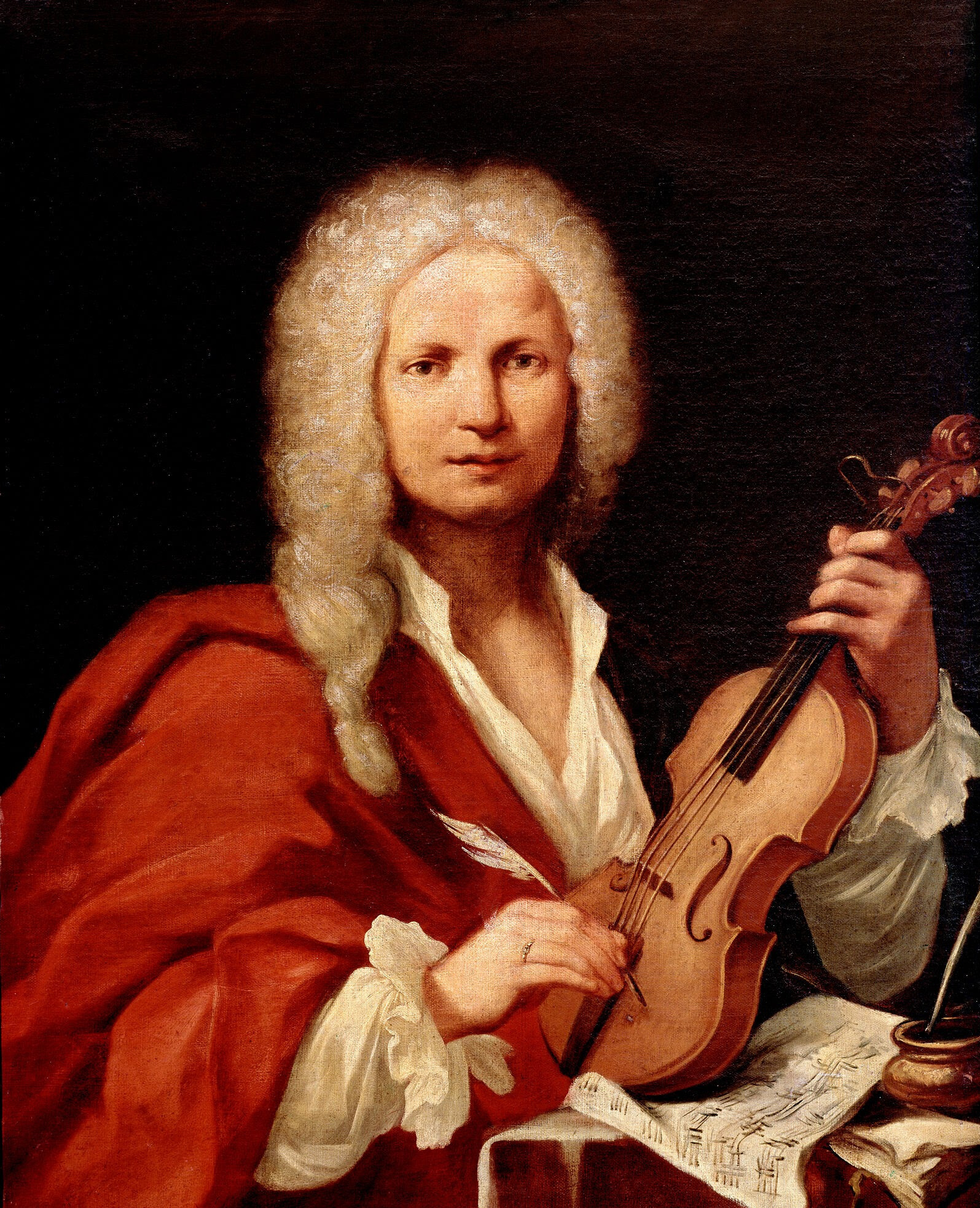
Presunto ritratto di Antonio Lucio Vivaldi, Bologna

  - Concerti per violoncello, orchestra, e basso continuo:

RV 398 in do maggiore
RV 400 in do maggiore
RV 401 in do maggiore
RV 402 in mi minore
RV 403 in re maggiore
RV 404 in re maggiore
RV 405 in re minore
RV 406 in re minore
RV 407 in re minore
RV 408 in mi bemolle maggiore
RV 410 in fa maggiore
RV 411 in fa maggiore
RV 412 in fa maggiore
RV 413 in sol maggiore
RV 414 in sol maggiore
RV 415 in sol maggiore
RV 416 in sol minore
RV 417 in sol minore
RV 418 in la minore
RV 419 in la minore
RV 420 in la minore
RV 421 in la minore
RV 422 in la minore
RV 423 in si bemolle maggiore
RV 424 in si minore
RV 409 in mi minore
- - Concerto per due violoncelli e orchestra, RV 531 in sol minore

## Caratteristiche costruttive

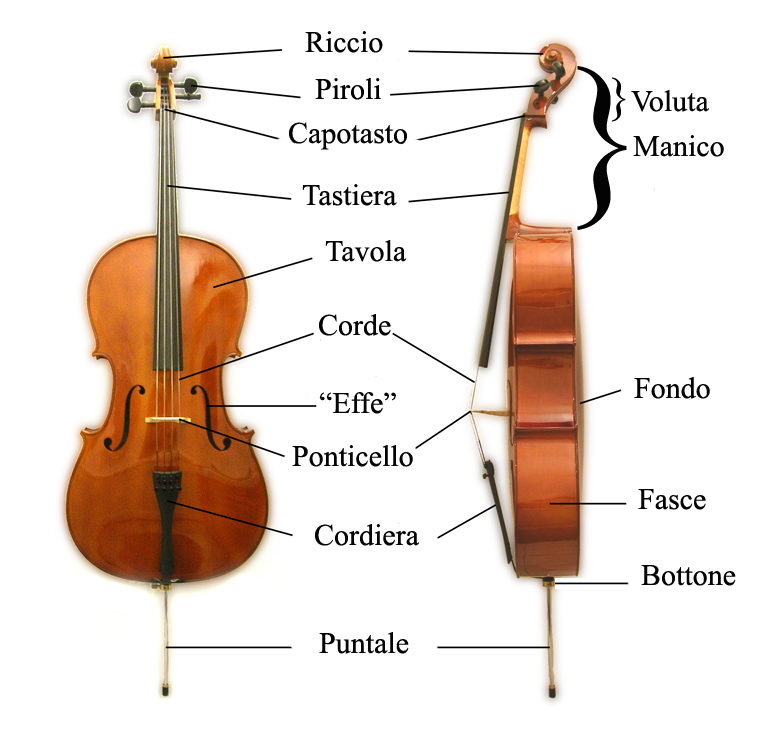
Il violoncello e le sue parti

Il violoncello è uno strumento costituito da molte parti, principalmente in legno (abete, acero e ebano), alcuni componenti (come il puntale) e piccoli particolari possono essere realizzati in acciaio, gomma o altri materiali. Vengono anche costruiti, anche se poco usati, violoncelli in fibra di carbonio.

### Cassa armonica
La cassa armonica, che costituisce la parte più voluminosa del violoncello, è generalmente costruita con più tipi di legno: la tavola armonica con legno di abete rosso, il fondo e le fasce sono di solito realizzati in legno di acero, sebbene occasionalmente siano stati usati anche pioppo e faggio. Tutte le parti che compongono la struttura sono interamente tagliate e lavorate a mano (a meno che non si tratti di strumenti di produzione industriale e non di liuteria). Le fasce vengono realizzate assottigliando a mano il legno e curvandolo a caldo. La cassa è caratterizzata da un'ampia parte superiore, da un restringimento nella parte centrale e di nuovo la parte inferiore molto ampia, le fessure chiamate "effe" sono sulla parte centrale della tavola armonica.

### Manico, voluta e riccio
Sopra la cassa armonica si trova il manico, dello stesso legno del fondo e delle fasce, che termina con la voluta ed infine col riccio (che in alcuni strumenti consiste in una testina scolpita nel legno), il tutto ricavato da un unico pezzo. Nella voluta è compresa la "cassetta" dove sono inseriti i quattro "piroli" (o "bischeri" o "chiavi") usati per tendere e quindi accordare ciascuna corda, la cui estremità è avvolta intorno ad essi. Per i piroli viene generalmente impiegato il legno di bosso, d'ebano o di palissandro; gli stessi materiali sono utilizzati anche per la tastiera e per il capotasto, che è una barretta posta sulla parte iniziale della tastiera e fornisce l'appoggio alle corde e per il "bottone", dal quale fuoriesce il puntale.

### Cordiera
Nella parte inferiore, le corde sono mantenute in tensione dalla cordiera, che a sua volta è agganciata tramite un cavo (generalmente in budello, nylon o anche metallo) al bottone da cui fuoriesce il puntale che sostiene il violoncello quando viene suonato. La cordiera e il bottone sono in legno duro, lo stesso dei piroli. Può incorporare i tiracantini, che consentono una accordatura più fine rispetto ai piroli.

### Puntale
Il puntale sostiene il violoncello quando viene suonato. Normalmente in metallo (oggi raramente in legno) o carbonio, è retraibile e può essere regolato in altezza. La parte terminale del puntale può essere coperta da un gommino, utilizzato, o no, a seconda del pavimento su cui si poggia lo strumento, in modo da renderlo fermo e stabile.
È stato introdotto da François Servais, allora docente del Conservatorio di Parigi, alla fine del XIX secolo

### Ponticello ed effe

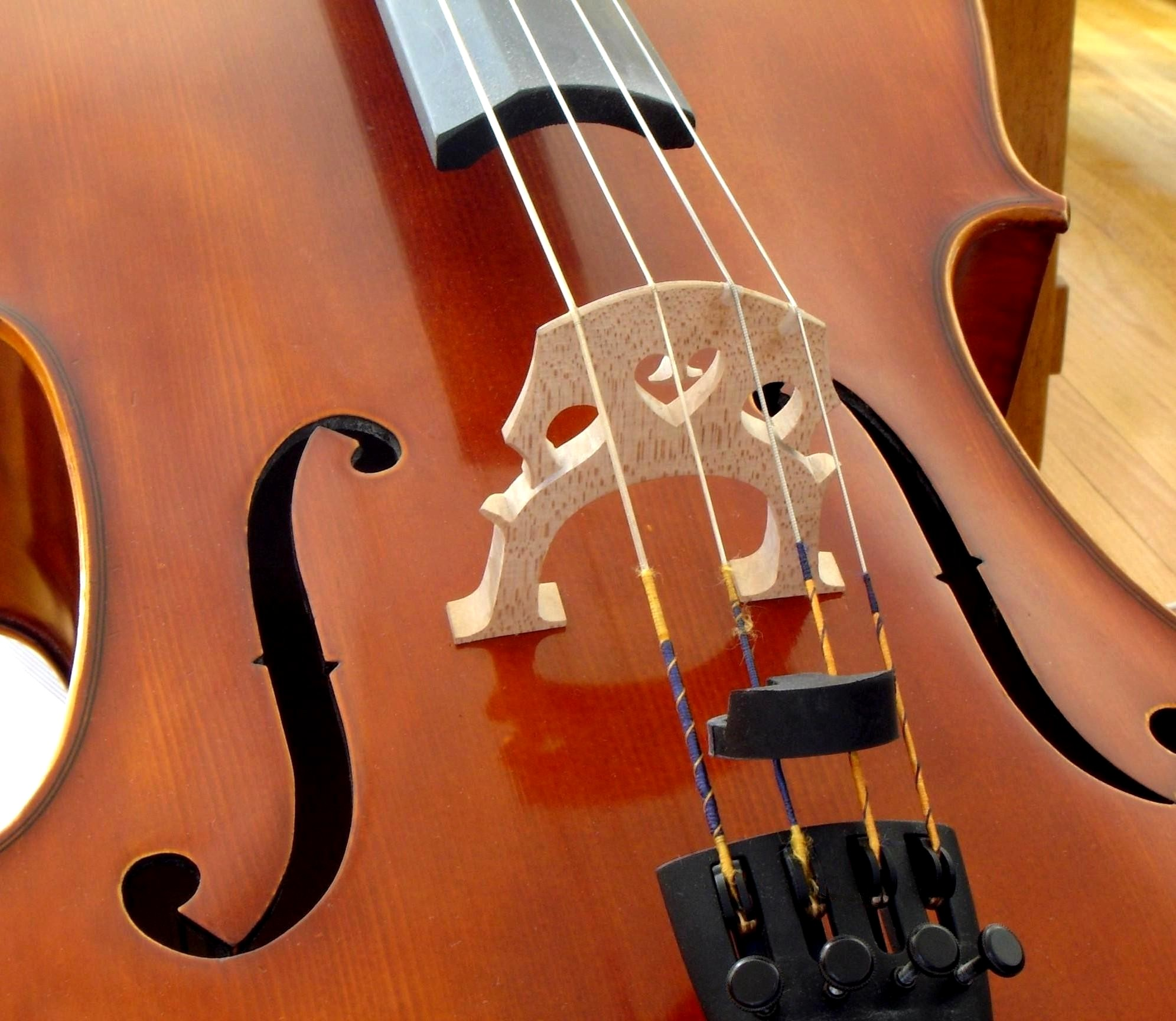
ponticello ed effe

Il ponticello (in legno) tiene sollevate le corde al di sopra della tastiera e trasmette il suono dalle corde alla tavola e alla cassa armonica. Il ponticello non è fissato, sono le corde stesse, con la propria tensione, a mantenerlo in posizione. Le effe, fessure dalla caratteristica forma di f (per questo così chiamate), sono collocate ai lati del ponticello, con lo scopo di permettere al suono di fuoriuscire e di dare maggiore elasticità alla tavola armonica. Inoltre sono utili al liutaio per l'accesso all'interno della cassa armonica.

### Parti interne
Internamente, il violoncello ha due importanti componenti: la catena, barra di abete incollata al di sotto della tavola, e l'anima, cilindretto pure di abete collocato a pressione tra il fondo e la tavola dello strumento. La catena ha lo scopo di rinforzare la tavola del violoncello, contribuendo a conferirgli maggiore rigidità. L'anima contribuisce alla diffusione delle vibrazioni che dalle corde, attraverso il ponticello, mettono in vibrazione la cassa, trasmettendole dalla tavola al fondo e amplificando così il suono emesso dalle corde stesse. Come il ponticello, anche l'anima non è incollata, ma è tenuta in posizione dalla tensione esercitata dalla tavola e dal fondo.

### Colle e materiali sintetici
I violoncelli sono incollati utilizzando generalmente colla animale, robusta e allo stesso tempo reversibile, permettendo così di effettuare interventi di riparazione o restauro, nel caso sia necessario aprire la cassa o smontare altre parti.

### Archetto

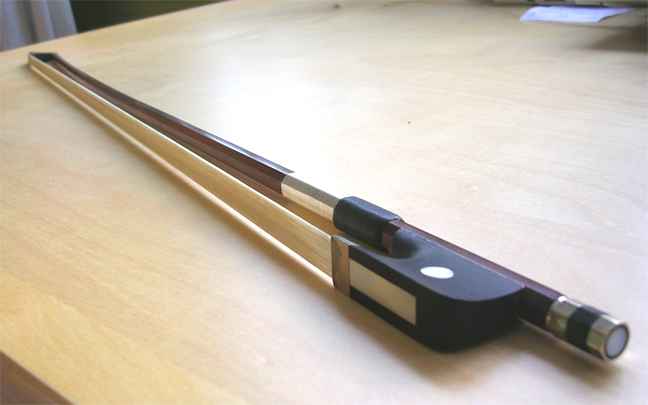
L'archetto

Tradizionalmente, l'archetto (o arco) è costruito con legno di pernambuco, recentemente viene prodotto anche in fibra di carbonio. Il crine, fissato alle estremità dell'arco e che da questo viene teso, proviene dalla coda di cavallo maschio. Il crine deve essere frequentemente trattato con colofonia, detta comunemente pece o resina, (applicata di solito ogni volta che lo strumento viene suonato) per aumentare la presa sulle corde. Il crine è mantenuto in tensione per mezzo di una vite che allontana la parte detta tallone, parte che si utilizza anche per impugnare l'archetto.

### Formati

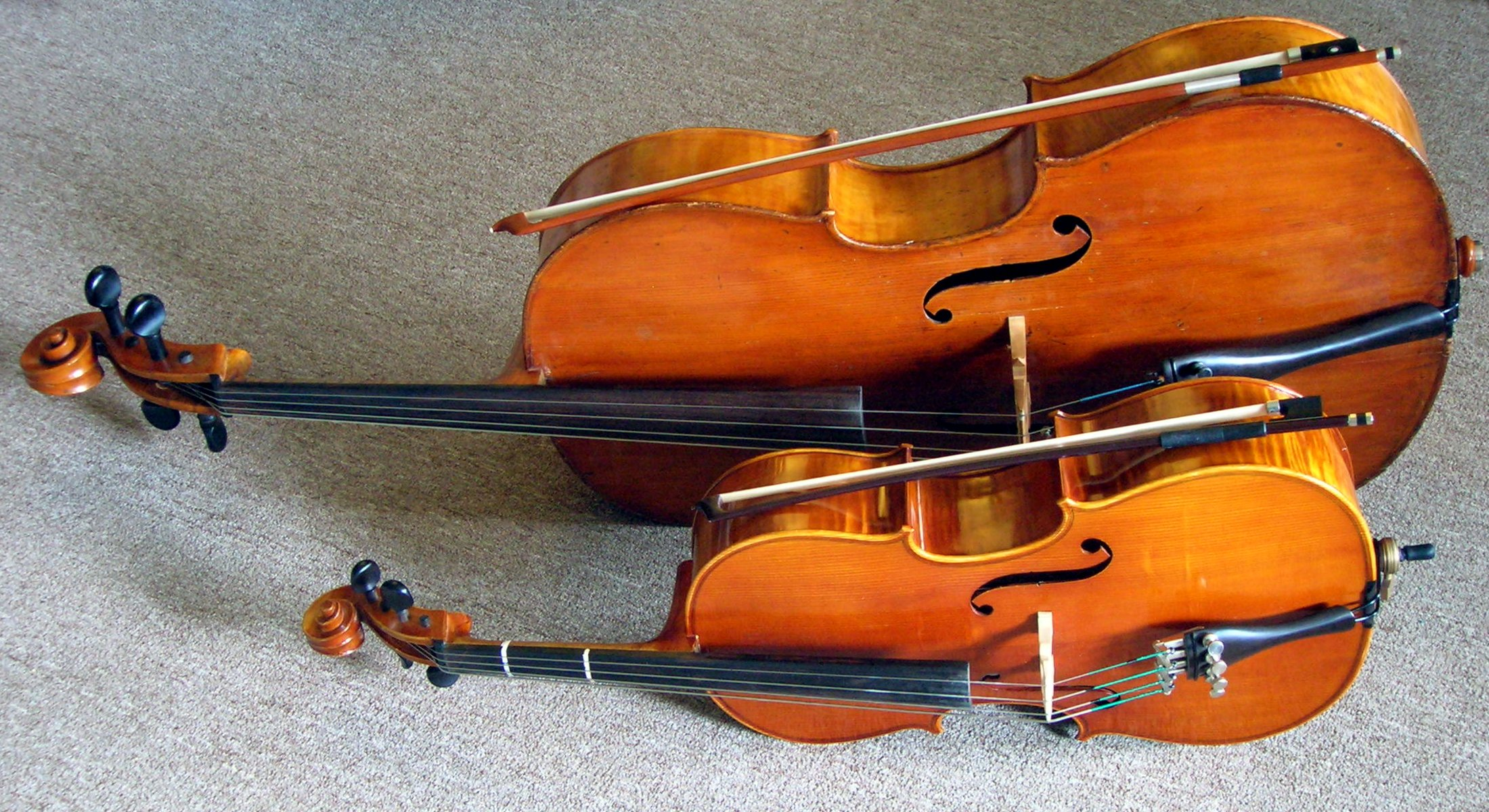
Un violoncello di formato 4/4 e uno 1/8

I violoncelli di formato "intero" sono detti "quattro quarti" (4/4), con cassa armonica di lunghezza compresa fra i 74 e i 76 cm. Come per i violini, vengono prodotti anche violoncelli di dimensioni ridotte, dai "sette ottavi" (7/8) fino al "sedicesimo" (1/16), perfettamente identici a quelli di formato più grande, da non confondersi col violoncello piccolo in cui invece l'estensione cambia e spesso anche il numero delle corde. I formati minori sono proporzionali a quelli "interi" e vengono generalmente utilizzati da bambini, anche se non mancano violoncellisti adulti che preferiscono formati minori (soprattutto il 7/8) per ridurre l'ampiezza dei movimenti della mano. Il numero che definisce tali formati dipende da calcoli di proporzione riferiti alla lunghezza della tavola armonica standardizzati sotto tali denominazioni, che però sono prive di valore matematico.

## Violoncello elettrico

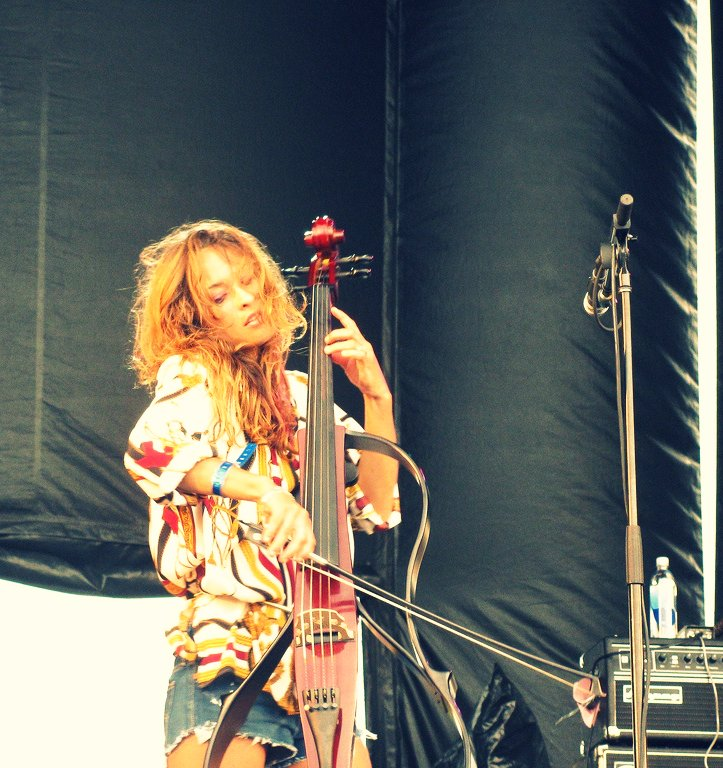
Alexandra Lawn dei Ra Ra Riot mentre suona il violoncello elettrico

Il violoncello elettrico è una variante che sfrutta l'amplificazione elettronica per suonare, anziché la risonanza acustica.
Data questa definizione, può anche essere un violoncello classico a cui sia stato abbinato l'amplificatore.
Come il contrabbasso elettrico viene suonato spesso con l'ausilio dell'archetto.
Il contrabbasso elettrico non ha ancora uno status e una diffusione pari a quelli della chitarra elettrica o del violino elettrico.
Lo strumento diventa lentamente popolare nei gruppi rock.

## Accessori

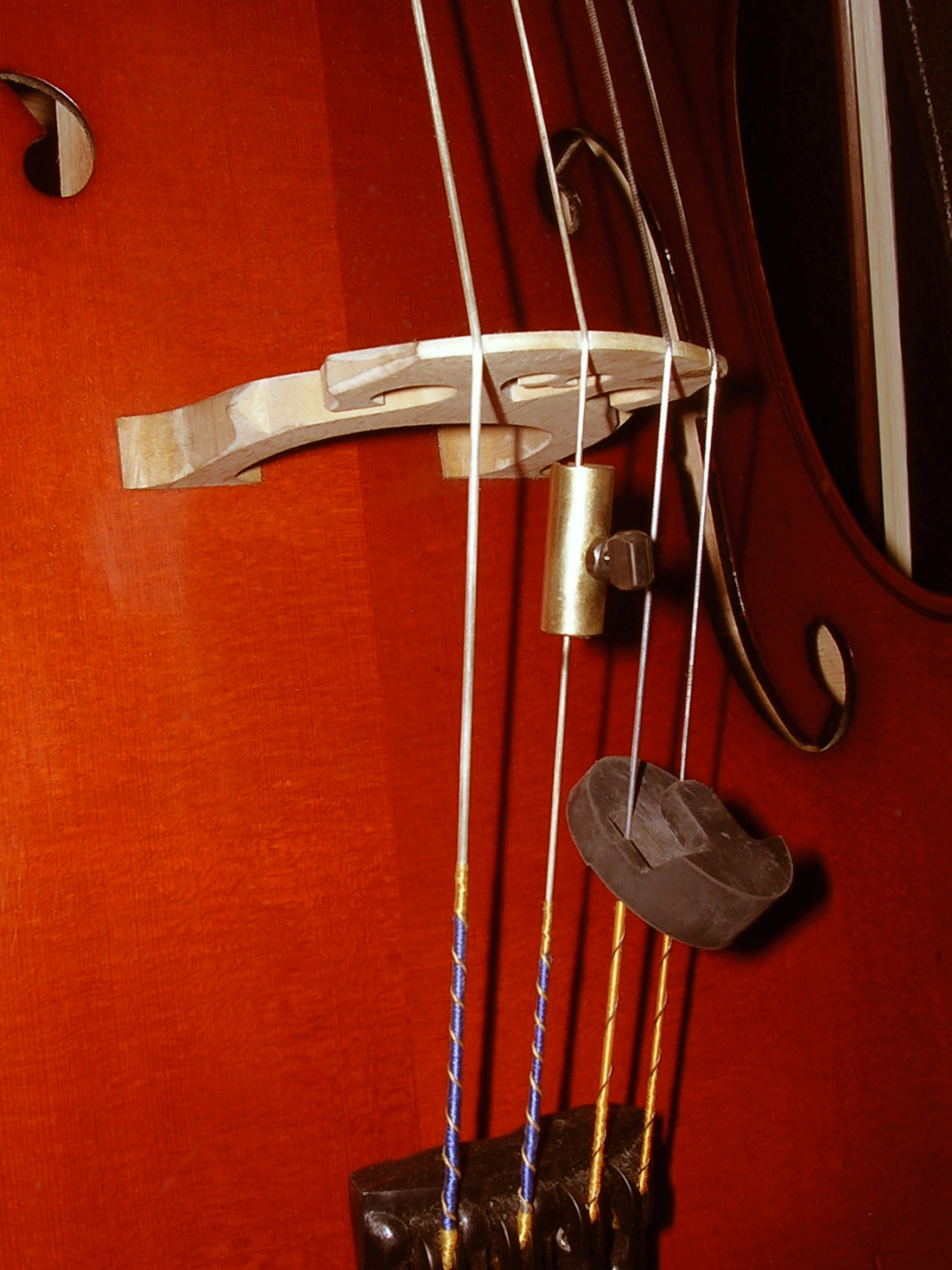
antidissonante applicato

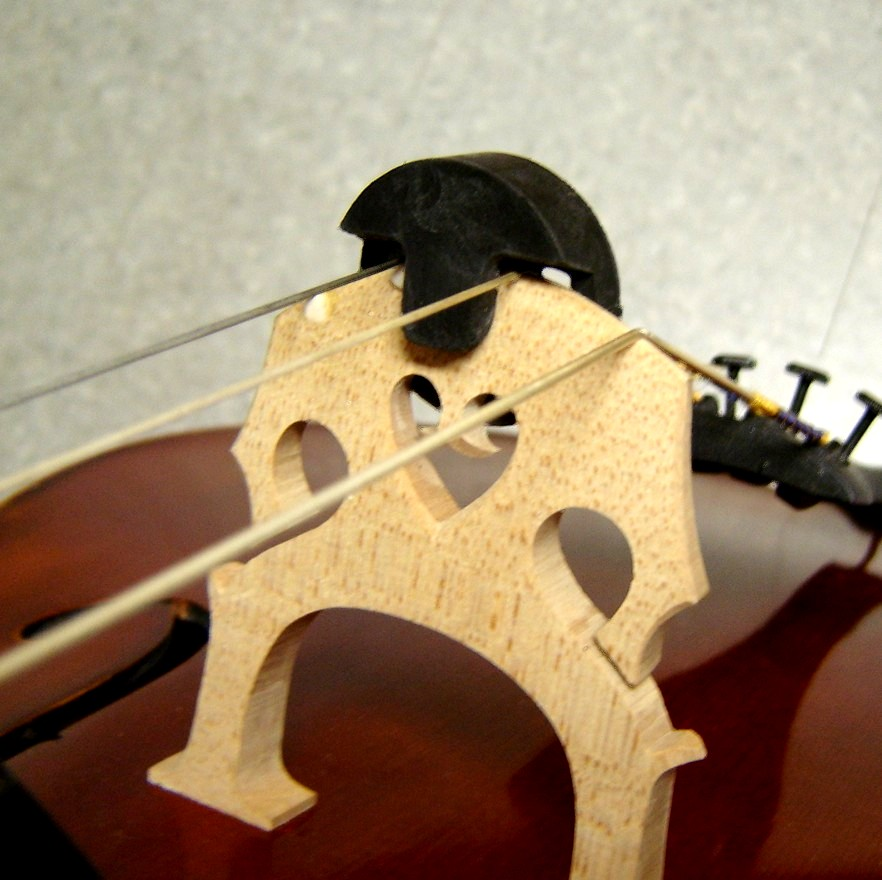
sordina applicata

Gli accessori utilizzati per il violoncello sono vari. I più comuni sono:
- Antidissonante (detto anche "anti-lupo"), piccolo cilindro di metallo, che contiene a sua volta un cilindro di gomma, con applicata una vite. Si posiziona su una corda (in genere la terza, il sol, o anche la quarta, il do) tra il ponticello e la cordiera, per eliminare particolari risonanze e battimenti[19], risultanti in una specie di ululato ("lupo"), nel caso in cui lo strumento presenti questo difetto, che è piuttosto comune. Il violoncellista può montarlo e stringere più o meno la vite per regolare la sua posizione in modo da ottenere un risultato ottimale. Naturalmente l'attenuazione del difetto, smorzando le vibrazioni della corda, ha un sensibile effetto anche sugli altri suoni. Esistono anche antidissonanti da applicare all'interno della tavola armonica, da incollare dopo un'attenta valutazione della posizione, il che richiede la collaborazione tra strumentista e liutaio.
- Sordina, dispositivo utilizzato per ridurre il volume di suono prodotto. Si applica al ponticello per smorzare le vibrazioni provenienti dalle corde che esso trasmette alla cassa; in questo modo il suono viene attenuato. Oltre che per motivi pratici durante lo studio, può essere anche richiesta in alcuni brani.
- Colofonia (o resina, o pece), come in tutti gli strumenti ad arco, viene applicata sul crine dell'archetto per aumentarne la presa sulle corde.

### Origini del violoncello
- (EN) Anthony Baines, The Oxford Companion to Musical Instruments, Oxford University Press, 1992.
- (EN) Stephen Bonta, From violone to violoncello: A question of strings?, in Journal of the American Musical Instrument Society, No. 3, 1977,  pp. 64-99 (archiviato dall'url originale il 17 dicembre 2007).
- (EN) Stephen Bonta, Terminology for the bass violin in 17th-century Italy, in Journal of the American Musical Instrument Society, No. 4, 1978,  pp. 5-42 (archiviato dall'url originale il 18 dicembre 2007).
- (EN) Stephen Bonta, The use of instruments in sacred music in Italy 1560-1700, in Early Music, XVIII, 1990,  pp. 519-536, DOI:10.1093/earlyj/XVIII.4.519.
- (EN) Mary Cyr, Basses and basse continue in the Orchestra of the Paris Opéra 1700-1764, in Early Music, XVIII, Apr., 1982,  pp. 155-170.
- (EN) James Grassineau, A Musical Dictionary (PDF), London, J. Wilcox, 1740 (archiviato dall'url originale l'8 novembre 2007).
«VIOLONCELLO of the Italians, is properly what we call the Bass Violin with four strings, sometimes even five or six; but those are not common, the first being most used among us.»
- (EN) Phihbert Jambe de Fer, Epitome Musical, Lyon, 1556,  pp. 61–2.
- (EN) Robert Jesselson, The Etymology of Violoncello: Implications on Literature in the Early History of the Cello, in Strings Magazine, No. 22, JAN/FEB 1991, 1991.
- (EN) The King Violoncello by Andrea Amati, Cremona, after 1538, su usd.edu. URL consultato il 14 novembre 2007.
- (DE) Manfred Hermann Schmid, Studia organologica: Festschrift John Henry van der Meer, Der Violone in der italienischen Instrumentalmusik des 17. Jahrhunderts., Tutzing, Friedemann Hellwig, 1987,  pp. 407–436.
- (EN) Ian Woodfield, The Early History of the Viol, a cura di Howard Mayer Brown, Peter le Huray, John Stevens, Cambridge, Cambridge University Press, 1984, ISBN 0-521-24292-4.
- (EN) Peter Holman, The English Royal Violin Consort in the Sixteenth Century, in Proceedings of the Royal Musical Association, vol. 109, 1982,  pp. 39-59, DOI:10.1093/jrma/109.1.39.
- David Watkin, Corelli's Op.5 Sonatas: 'Violino e violone o cimbalo'?, in Early Music, vol. 24, n. 4, 1996,  pp. 645–646+649–650+653–654+657–663, DOI:10.1093/em/24.4.645.
- (EN) Gregory Richard Barnett, Bolognese instrumental music, 1660-1710 : spiritual comfort, courtly delight, and commercial triump, Aldershot, Hants ; Burlington, VT, Ashgate, 2008, ISBN 978-0-7546-5871-9.